# 新竹縣竹北社區大學
新竹縣竹北社區大學，是一所坐落於臺灣新竹縣的社區大學之一，校本部位於新竹縣竹北市竹北國民中學，主任為曾慶祺。新竹縣竹北社區大學於2006年設立，服務範圍為新竹縣竹北市、湖口鄉、新埔鎮、新豐鄉、寶山鄉、關西鎮。竹東社區大學和竹北社區大學因課程多元而受到週邊居民歡迎。
網站:https://hccu.eduweb.tw/System/zb/Home/Index.php （页面存档备份，存于）

## 外部連結
- 官方網站 （页面存档备份，存于）